# Saxifraga calycina
Saxifraga calycina là một loài thực vật có hoa trong họ Saxifragaceae. Loài này được Sternb. miêu tả khoa học đầu tiên năm 1831.